# Octavian Lazăr Cosma

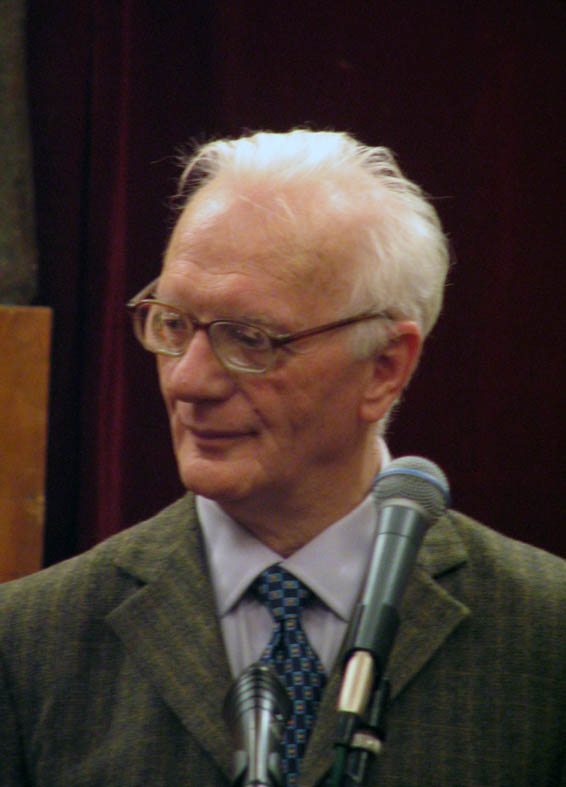

Octavian Lazăr Cosma (* 15. Februar 1933 in Treznea, Kreis Sălaj) ist ein rumänischer Musikwissenschaftler.
Cosma besuchte das Gheorghe-Dima-Konservatorium in Cluj-Napoca und studierte am Leningrader Konservatorium bei Michail Druskin. 1972 wurde er am Gheorghe-Dima-Konservatorium zum Doktor der Musikwissenschaft promoviert. Ab 1959 unterrichtete er Ästhetik, rumänische Musikgeschichte und Musikwissenschaft an der Nationalen Musikuniversität Bukarest, wo er von 1977 bis 1985 das Department Musikwissenschaft leitete. Seit 1963 war er im Verband rumänischer Komponisten und Musikwissenschaftler (Uniunea Compozitorilor și Muzicologilor din România) aktiv: bis 1993 als Sekretär des Departments Musikwissenschaft und -kritik, dann bis 2005 als Vizepräsident, als Interimspräsident und von 2006 bis 2010 als Präsident. Von 1990 bis 2010 war er Chefherausgeber der Zeitschrift Muzica.
Als Autor trat Cosma mit hunderten von Studien und Artikeln für Zeitungen und Zeitschriften in Rumänien und im Ausland hervor. Für das The New Grove Dictionary of Music and Musicians verfasste er achtzig Artikel über rumänische Musik und rumänische Musiker. Zu seinen Buchpublikationen zählen ein zweibändiges Werk über die rumänische Oper und eine neunbändige Geschichte der rumänischen Musik. 2011 wurde er korrespondierendes Mitglied und ab 2016 ordentliches Mitglied der Rumänischen Akademie. Er ist auch Mitglied der American Musicological Society.